# Restaurant Week
Restaurant Week é um evento gastronômico que acontece em mais de 100 cidades em todo o mundo com o objetivo de promover os restaurantes da região através do turismo gastronômico, além de contribuir para instituições locais de assistência social.

## Brasil
No Brasil, o evento ocorre nas seguintes cidades:
- Belo Horizonte
- Brasília
- Curitiba
- Goiânia
- Porto Alegre
- Recife
- Ribeirão Preto
- Rio de Janeiro
- São Bernardo do Campo
- São Paulo
- Vitória

E também acontece com abrangência estadual em:
- Espírito Santo
- São Paulo

## São Paulo
A cidade de São Paulo foi a primeira no Brasil a receber o evento, que ocorre duas vezes ao ano na cidade. A contribuição beneficente é destinada a entidades sem fins lucrativos.
O oitavo evento contou com restaurantes de 12 cidades do estado de São Paulo, entre elas a capital. 

O décimo evento contou com restaurantes de 6 cidades do estado de São Paulo, entre elas a capital.
| Edição | Época        | Período       | Restaurantes         | Preço Almoço | Preço Jantar | Contribuição beneficente sugerida | Instituições beneficiadas                                 |
| ------ | ------------ | ------------- | -------------------- | ------------ | ------------ | --------------------------------- | --------------------------------------------------------- |
| 13     | Inverno 2013 | 02/09 a 15/09 | 218                  | R$ 34,90     | R$ 47,90     | R$ 1,00                           | Instituto Ayrton Senna, APAE                              |
| 12     | Verão 2013   | 04/03 a 17/03 | 262                  | R$ 34,90     | R$ 47,90     | R$ 1,00                           | Instituto Ayrton Senna, APAE                              |
| 11     | Inverno 2012 | 03/09 a 16/09 | 285                  | R$ 31,90     | R$ 43,90     | R$ 1,00                           | Instituto Ayrton Senna                                    |
| 10     | Verão 2012   | 05/03 a 18/03 | 350 (200 da capital) | R$ 31,90     | R$ 43,90     | R$ 1,00                           | Associação Comunitária Monte Azul                         |
| 9      | Inverno 2011 | 05/09 a 18/09 | 241                  | R$ 31,90     | R$ 43,90     | R$ 1,00                           | Associação Comunitária Monte Azul, Instituto Ayrton Senna |
| 8      | Outono 2011  | 21/03 a 03/04 | 301 (233 da capital) | R$ 29,90     | R$ 39,90     | R$ 1,00                           |                                                           |
| 7      | Inverno 2010 | 23/08 a 12/09 | 210                  | R$ 29,00     | R$ 39,00     | R$ 1,00                           | Fundação Ação Criança                                     |
| 6      | Verão 2010   | 01/03 a 14/03 | 200                  | R$ 27,50     | R$ 39,00     | R$ 1,00                           | Fundação Ação Criança                                     |
| 5      | Inverno 2009 | 31/08 a 13/09 | 201                  | R$ 27,50     | R$ 39,00     | R$ 1,00                           | Fundação Ação Criança                                     |
| 4      |              |               |                      |              |              |                                   |                                                           |
| 3      |              |               |                      |              |              |                                   |                                                           |
| 2      |              |               |                      |              |              |                                   |                                                           |
| 1      |              |               |                      |              |              |                                   |                                                           |

## Brasília
A contribuição beneficente é destinada a entidades sem fins lucrativos.
| Edição | Época               | Período       | Restaurantes | Preço Almoço | Preço Jantar | Contribuição beneficente sugerida | Instituições beneficiadas            |
| ------ | ------------------- | ------------- | ------------ | ------------ | ------------ | --------------------------------- | ------------------------------------ |
| 11ª    | 2º Semestre de 2014 | 28/07 a 10/08 | 73           | R$ 41,90     | R$ 51,90     | R$ 1,00                           | Instituições beneficentes            |
| 10ª    | 1º Semestre de 2014 | 27/01 a 09/02 | 76           | R$ 41,90     | R$ 51,90     | R$ 1,00                           | Lar dos Velhinhos Bezerra de Menezes |
| 9ª     | 2º Semestre de 2013 | 15/07 a 28/07 | 77           | R$ 34,90     | R$ 47,90     | R$ 1,00                           | Instituto Ayrton Senna               |
| 8ª     | 1º Semestre de 2013 | 21/01 a 03/02 | 73           | R$ 34,90     | R$ 47,90     | R$ 1,00                           | Instituto Ayrton Senna               |
| 7ª     | 2º Semestre de 2012 | 16/07 a 29/07 | 85           | R$ 31,90     | R$ 43,90     | R$ 1,00                           | Instituto Ayrton Senna               |